# Fujitsu Micro 16s
Fujitsu Micro 16s (Micro 16s) је био професионални рачунар фирме Фуџицу (Fujitsu) који је почео да се производи у Јапану од 1983. године.
Користио је Intel 8086, Zilog Z80-A (стандард), Motorola 68000, Intel 80286, Zilog Z8000 плоче као микропроцесор. RAM меморија рачунара је имала капацитет од 128 KB до 1152 KB. 
Као оперативни систем кориштен је Concurrent CP/M-86 са GSX графичким проширењем, MP/M-86, MS-DOS, Unix.

## Детаљни подаци
Детаљнији подаци о рачунару Micro 16s су дати у табели испод.
|                       |                                                            |
| [ 1 ]                 |                                                            |
| Произвођач            | Фуџицу                                                     |
| Тип                   | професионални рачунар                                      |
| Меморија              | 128 до 1152 KB                                             |
| Поријекло             | Јапан                                                      |
| Година                | 1983                                                       |
| Тастатура             | 98 тастера са 10 функцијских тастера и нумеричка тастатура |
| Процесор              | , (стандард), , плоче                                      |
| Фреквенција процесора | 8 (8086), 4 (Z80)                                          |
| RAM                   | 128 до 1152 KB                                             |
| ROM                   | 8 (boot loader, дијагностика)                              |
| Текст                 | 80 знакова x 25 линија                                     |
| Графика               | 640 x 200 пиксела                                          |
| Боја                  | 8                                                          |
| Звук                  | генератор тона                                             |
| Димензије             | непознато                                                  |
| Портови               |                                                            |
| Оперативни систем     | са графичким проширењем,                                   |